# Anthony Doerr
Anthony Doerr (Cleveland, 27 de outubro de 1973) é um escritor e contista norte-americano. 
Ganhou amplo reconhecimento por seu romance de All the Light We Cannot See (2014), que ganhou o Prémio Pulitzer de Ficção.

## Biografia
Nascido e criado em Cleveland Doerr frequentou a University School, uma escola privada em Ohio, onde se formou em 1991. Graduou-se em história no Bowdoin College em Brunswick, no Maine, onde se formou em 1995, e obteve um mestrado pela Universidade de Bowling Green State.

## Carreira
Seu primeiro livro publicado foi uma coleção de contos intitulada The Shell Collector (2002). Muitas das histórias desenrolam-se em países da África e na Nova Zelândia, onde ele trabalhou e viveu. Escreveu outro livro de contos com o título Memory Wall (2010). Seu primeiro romance, About Grace, foi lançado em 2004. Doerr então escreveu um livro de memórias, Four Seasons in Rome, que foi publicado em 2007.
O segundo romance de Doerr, All the Light We Cannot See, que ocorre na França ocupada durante a Segunda Guerra Mundial, foi publicado em 2014. Recebeu aclamação significativa da crítica e foi finalista do National Book Award for Fiction.
O livro foi um best-seller do New York Times e nomeado pelo jornal como um livro notável de 2014. Ele conquistou o Prémio Pulitzer de Ficção em 2015. Foi finalista do Prémio Dayton da Paz Literária para Ficção, 2015  e ganhou o Prémio do Livro da Associação Bibliotecária Ohioana 2015 para Ficção.
Doerr também escreve uma coluna sobre livros de ciência para o The Boston Globe e é colaborador do The Morning News, uma revista online. De 2007 a 2010, foi escritor residente do estado de Idaho.

## Vida pessoal
Doerr é casado, tem filhos gêmeos e mora em Boise, em Idaho.

### Romances
- About Grace (2004) ISBN 978-0-7432-6182-1
- All the Light We Cannot See (2014) ISBN 1476746583
- Cloud Cuckoo Land (2021) ISBN 978-1-982168-43-8

### Coleções de contos / short-stories
- The Shell Collector [10] (2002) ISBN 1439190054
- Memory Wall (2010) ISBN 978-1-4391-8280-2

### Memórias
- Four Seasons in Rome: On Twins, Insomnia and the Maior Funeral in the History of the World [11] (2007) ISBN 978-1-4165-4001-4

## Prêmios
- Prêmio Barnes & Noble Discover, com The Shell Collector
- Prêmio Roma da Academia Americana de Artes e Letras e da Academia Americana de Roma
- 2003: Prémio Young Lions Fiction da Biblioteca Pública de Nova York, vencedor, The Shell Collector
- 2005, 2011: Ohioana Book Award com About Grace e Memory Wall, respectivamente
- 2010: Guggenheim Fellowship
- 2011: The Story Prize, vencedor, Memory Wall
- 2011: Sunday Times EFG Banca Privada, Short Story Award, vencedor, 'The Deep' [12][13]
- 2014: finalista do National Book Award for Fiction
- 2015: Prémio Pulitzer com All the Light We Cannot See